# Народная национальная партия (Ямайка)
Народная национальная партия (англ. People's National Party) — политическая партия в Ямайке левой социал-демократической ориентации, одна из двух крупнейших в стране наряду с Лейбористской партией. Лидер — Марк Голдинг.
Партия в своей деятельности опирается на промышленных и сельскохозяйственных рабочих, интеллигенцию и мелких предпринимателей. Наибольшей поддержкой партия пользуется в Кингстоне.
Партия является наблюдателем (ранее была полноправным членом) в Социнтерне.

## История
Партия была основана в 1938 году видным профсоюзным деятелем Норманом Мэнли на волне рабочих выступлений. В 1943 году от партии откололось правое, лояльное к британской администрации крыло во главе с Александром Бустаманте, создавшим Лейбористскую партию Ямайки. В 1955—1962 годах Норман Мэнли был первым премьер-министром Ямайки от ННП.
В 1972—1980, 1989—2002 и 2011—2016 годах партия была правящей; премьер-министрами от партии в период независимости были Майкл Мэнли, Персиваль Джеймс Паттерсон и Поршия Симпсон-Миллер.
Придя к власти под лозунгами демократического социализма, партия под началом Майкла Мэнли приняла несколько прогрессивных законов, в частности, о минимальной заработной плате, декретном отпуске, о расширении прав профсоюзов, о жилищном строительстве (в 1974—1980 годах было построено свыше 40 тысяч домов) и модернизации больниц. Правительство ННП ввело бесплатное образование (с 1974 года, с субсидированием транспорта, питания и униформы для детей из малообеспеченных семей) и здравоохранение (с развитием сети сельских клиник); создавало рабочие места в общественном секторе; осуществляло программу борьбы с неграмотностью (охватывала 100 тысяч взрослых ежегодно), аграрную и налоговую реформу (повышены налоги на транснациональные компании, занятые добычей природных ресурсов острова, в частности бокситов). ННП в этот период также активно развивала связи с Глобальным Югом, особенно с антиимпериалистическими движениями и партиями стран Карибского бассейна.
После возвращения ННП к власти в 1989 году её экономическая политика включала элементы неолиберализма, хотя и оставалась более социально ориентированной, чем у ЛПЯ.
По мнению организации «Международная амнистия», начиная с 1960-х годов ННП и ЛПЯ прямо или косвенно способствовали созданию организованных преступных группировок на острове.
Количество мест в парламенте по итогам выборов
|  |

## Глава партии
- Осмонд Теодор Фэйрклоу (1938)
- Норман Мэнли (1938–1969)
- Майкл Мэнли (1969–1992)
- Персиваль Джеймс Паттерсон (1992–2006)
- Поршия Симпсон-Миллер (2006–2017)
- Питер Филлипс (2017–2020)
- Марк Голдинг[англ.] (2020 – по н.вр.)